# Ceriana (insecto)
Ceriana es un género de moscas sírfidas. Todas las especies son mímicos de avispas.

## Especies
- C. abbreviata Loew, 1864
- C. ancoralis (Coquillett, 1902)
- C. bellardii (Shannon, 1925)
- C. brunettii (Shannon, 1927)[1]
- C. caesarea (Stackelberg, 1928)[1]
- C. caucasica (Paramonov, 1927)[1]
- C. conopsoides (Linnaeus, 1758)
- C. cylindrica (Curran, 1921)
- C. engelhardti (Shannon, 1925)
- C. fabricii Thompson, 1981
- C. floridensis (Shannon, 1922)
- C. gibbosa Violovitsh, 1980
- C. loewii (Williston, 1887)
- C. macquarti Shannon, 1925
- C. mime (Hull, 1935)
- C. naja Violovitsh, 1974
- C. nigerrima Violovitsh, 1974[1]
- C. ornata (Saunders 1845)
- C. pedicellata (Williston, 1887)
- C. pictula (Loew, 1853)
- C. polista Séguy, 1948
- C. sartorum Smirnov, 1924[1]
- C. sayi (Shannon, 1925)
- C. schnablei (Williston, 1892)
- C. signifera (Loew, 1853)
- C. snowi (Adams, 1904)
- C. townsendi (Snow, 1895)
- C. tridens (Loew, 1872)
- C. vespiformis (Latreille, 1804)
- C. weemsi Thompson, 1981
- C. willistoni (Kahl, 1897)

(lista incompleta)